# Kings of Tomorrow
Kings of Tomorrow (souvent abrégé K.O.T.) est un projet musical américain de house et garage house, originaire du New Jersey, uniquement composé de Sandy Rivera.

## Histoire
Kings of Tomorrow est formé en 1993, à l'origine en tant que duo composé de Sandy Rivera et Jason « Sinister » Sealee (Jay). Après plusieurs albums dans les années 1990 classés aux hit-parades, le groupe sort le single Finally (en collaboration avec Jose Burgos) en 2000, un classique house, qui se classe 24e du UK Singles Chart, et 17e sur le classement américain Billboard. Ministry of Sound le considère comme « le meilleur morceau de dance. » D'autres collaborations comme Tracy in My Room se font.
En 2013, King of Tomorrow sort la chanson Fall for You en collaboration avec la chanteuse April.